# Rosa Julieta Montaño Salvatierra
Rosa Julieta Montaño Salvatierra, née le 16 août 1946 à Quillacollo en Bolivie, est une avocate et une militante sociale qui agit pour la défense des droits de l'homme, ceux des femmes et aux violences qui leur sont faites. Elle fonde, en avril 1985 la Oficina Jurídica para la Mujer (en français : Bureau juridique pour les femmes) pour promouvoir les droits des femmes et œuvrer à l'élimination et la protection contre l'exploitation sexuelle et la violence contre les femmes. Elle est également une écrivaine. Elle reçoit, en 2015, le prix international de la femme de courage. 

## Source de la traduction
- (en) Cet article est partiellement ou en totalité issu de l’article de Wikipédia en anglais intitulé « Rosa Julieta Montaño Salvatierra » (voir la liste des auteurs).